# Пулсано
Пулса̀но (на италиански: Pulsano, на местен диалект Puzànu, Пуцану) е град и община в Южна Италия, провинция Таранто, регион Пулия. Разположен е на 37 m надморска височина. Населението на града е 10 999 души (към 30 ноември 2010).